# 黒いオルフェ
『黒いオルフェ』（ポルトガル語: Orfeu Negro、英語: Black Orpheus）は、1959年のフランス・ブラジル・イタリアの恋愛映画。監督はマルセル・カミュ、出演はブレノ・メロとマルペッサ・ドーンなど。フランス語版とポルトガル語版の2通りがある。
ヴィニシウス・ヂ・モライスによる1956年の戯曲『オルフェウ・ダ・コンセイサゥン』を映画化したものであるが、試写会に招かれたヴィニシウスは「これは自分の作品でない」と強く否定した。
上記のように原作者の不興を買ったものの、第12回カンヌ国際映画祭ではパルム・ドール、第32回アカデミー賞では外国語映画賞を受賞した。音楽ではルイス・ボンファの「カーニバルの朝（黒いオルフェ）」がエバー・グリーンとなった。

## 概要
ヴィニシウス・ヂ・モライスの『オルフェウ・ダ・コンセイサゥン』は、ギリシア神話のオルペウス（オルフェ）とエウリュディケー（ユリディス）の物語の舞台を、公開当時のブラジル・リオデジャネイロに移しかえたものである。本作ではカーニバルを控えるリオデジャネイロ市内のファヴェーラが主な舞台となっている。
アントニオ・カルロス・ジョビンがサウンドトラックを担当し、「カーニバルの朝」（別題「黒いオルフェ」、ルイス・ボンファ作曲）をはじめとしたボサノヴァを多く編曲・演奏した。

## ストーリー
ユリディス（ユーリディスとも）という娘が田舎からリオデジャネイロに来る。何かから逃げ惑うユリディスの前に市内電車が止まり、市電の運転手・オルフェが「乗っていくかい?」とすすめる。ユリディスは市電に飛び乗り、たどり着いた車庫でオルフェの上司・ヘルメスに案内され、いとこのセラフィナの住む崖上のファヴェーラへ向かう。
勤務を終えたオルフェは婚約者のミラと役所を訪ねる。2人で窓口に婚姻届を出したところ、係の役人が「オルフェなら、妻の名はユリディスだろう?」とギリシア神話になぞらえた冗談を言われ、ミラは機嫌を損ねる。結婚指輪をねだるミラであったが、オルフェは「カーニバルに向けて質屋に預けたギターを請け出さないといけない」と取り合わない。オルフェはギターと歌の名手で、カーニバルで弾き語ることを楽しみにしていた。そのギターはオルフェが手に入れる前から「オルフェは私の主人」と書かれた奇妙な古いギターであった。
ユリディスはセラフィナの自宅を訪ねるなり、「謎の男に追われている。捕まれば殺される」と謎めいた言葉を告げる。一方、ギターを持ち帰ったオルフェはユリディスと再会して驚く。オルフェの家はセラフィナと隣同士だった。オルフェは娘の名が「ユリディス」であることに運命を感じる。
翌日、セラフィナはファヴェーラのサンバチーム「バビロニア」にユリディスを加入させ、衣装を与える。カーニバルの練習を通じ、オルフェとユリディスは恋に落ちてしまう。その夜、ユリディスを追う、死神を思わせるドクロの仮面と黒いタイツをまとった「謎の男」が現れる。オルフェが助けに来ると、謎の男は「女は預ける。俺は急がない」と言って去る。2人は愛し合い、夜を明かす。オルフェの浮気を知ったミラは嫉妬に狂う。
カーニバル当日。セラフィナの計らいによって、ユリディスは衣装で顔を隠してオルフェと踊る。それを見つけたミラが「殺してやる」と叫びながら現れ、ユリディスにつかみかかる。振り払って逃げるユリディスは、ふたたび現れた仮面の男にも追われる。市電の変電所に追いつめられたユリディスは、遅れてやって来たオルフェが明かりを求めて不用意に壁のスイッチを入れたために、手をかけていた高圧線で感電し、倒れる。仮面の男は「ユリディスは俺のものだ」と叫び、オルフェを殴って気絶させ、ユリディスを抱えて変電所を去り、それきり姿を消す。
目を覚ましたオルフェは、ユリディスを探して街をさまよい歩く。マクンバの祈祷所にたどり着き、歌で祈りを捧げていると、ユリディスの「私は近くにいる。でも振り返らないで」という声を聞く。それでも振り返ったオルフェは、声の主が霊媒の老婆であったことを認め、「俺をだましたな」と怒り、祈祷所を飛び出す。そこへ現れたヘルメスがユリディスの死を知らせる。
夜が明け、死体安置所からユリディスの遺体を抱えて戻ったオルフェを待っていたのは、怒り狂って自宅に火を放ったミラだった。ミラはオルフェに石を投げつける。石が頭に当たったオルフェはよろけて、ユリディスの遺体とともに崖から落ちて絶命する。「オルフェは私の主人」と書かれた古いギターだけが焼け残り、ファヴェーラの少年たちがそれを拾って自分たちのものにし、かき鳴らして歌い踊る。

## キャスト
| 役名                         | 俳優                             | 日本語吹替                         |
| 役名                         | 俳優                             | フジテレビ版                       |
| ---------------------------- | -------------------------------- | ---------------------------------- |
| オルフェ                     | ブレノ・メロ                     | 田中信夫                           |
| ユリディス                   | マルペッサ・ドーン               | 麻上洋子                           |
| ミラ                         | ルールデス・デ・オリベイラ       | 加藤みどり                         |
| セラフィナ                   | レア・ガルシア                   | 北浜晴子                           |
| 死の仮面男                   | アデマール・ダ・シルバ           | 加藤正之                           |
| ヘルメス（オルフェの上司）   | アレッサンドロ・コンスタンティノ | 伊藤弘一                           |
| チコ（軍人・ミラの恋人）     | ヴァルダマー・デ・ソウザ         | 飯塚昭三                           |
| ベネディット（少年）         | ジョルジ・ドス・サントス         | 塩屋翼                             |
| エルネスト（船員）           | マルセル・カミュ                 |                                    |
| ファウスト（遺体安置所職員） | ファウスト・グエルゾーニ         |                                    |
| ゼッカ（ギター弾きの少年）   | アウリノ・カッシアーノ           | 山本嘉子                           |
| 祈祷所の清掃係               | カルトーラ                       |                                    |
|                              |                                  |                                    |
| 演出                         | 演出                             | 飯塚龍郎                           |
| 翻訳                         | 翻訳                             | 山内泰雄                           |
| 効果                         |                                  |                                    |
| 調整                         |                                  |                                    |
| 制作                         | 制作                             | ニュージャパンフィルム             |
| 解説                         |                                  |                                    |
| 初回放送                     | 初回放送                         | 1973年10月5日 『夜のロードショー』 |

## 製作
- 出演者たちは演技未経験者ばかりだった。なかなか配給会社が見つからなかった事情もあり、その間、フランスの監督の自宅に出演候補者たちを集めて、何か月もリハーサルが繰り返された。
  - 出演者の中にはのちにサンバ歌手・作曲家として知られることとなるカルトーラもいる。カルトーラはもともと妻のドナ・ジカ（ポルトガル語版）とともに現場の雑用係として雇われていた。
- 映画中で描かれるリオのカーニバルは、実際のものではなく、エキストラたちが演じたもの。

## 評価
後述の1999年版『オルフェ』の音楽を担当したカエターノ・ヴェローゾは、「『黒いオルフェ』は、単純な悲恋物語に終始して、ヴィニシウス原作にあったブラジルやファヴェーラの本質を描いていない、したがってブラジル人はまったく評価していない」と述べている。

## 音楽
サウンドトラック収録曲
- 1	黒いオルフェ（カーニバルの朝）(メイン・タイトル)
- 2	フェリシダージ(悲しみよさようなら)
- 3	フレヴォ
- 4	カルナヴァルのサンバ
- 5	カルナヴァルのサンバ (打楽器とアコーディオンのヴァリエーション) (エクストラ・トラック)
- 6	オルフェの歌 (オルフェ・ヴァージョン)
- 7	日の出の情景
- 8	オルフェの歌 (ギター・ヴァージョン) (エクストラ・トラック)
- 9	マクンバの祈祷
- 10	カルナヴァルのサンバ (ロング・ヴァージョン)
- 11	オルフェの歌 (ユリディス・ヴァージョン)
- 12	オルフェのサンバ
- 13	チャペルの打楽器隊 (エクストラ・トラック)
- 14	オルフェの歌|フェリシダージ|オルフェのサンバ (メドレー) (エクストラ・トラック)

## 関連作品

### オルフェ（1999年）
1999年、『オルフェウ・ダ・コンセイサゥン』の再映画化作品としてブラジルの映画監督であるカルロス・ヂエギスにより『オルフェ』が製作された。ヂエギスは『オルフェ』を『黒いオルフェ』のリメイクと言われることを強く否定し「まったく新しい作品として仕上げた」とコメントしている。

### 「『黒いオルフェ』を探して」
2005年にフランスで、本作の関係者に取材したドキュメンタリー映画「『黒いオルフェ』を探して ブラジル音楽をめぐる旅」（原題：Looking For Black Orpheus）が作られた。